# Carl Friedrich Wilhelm Gottlob von Bibra

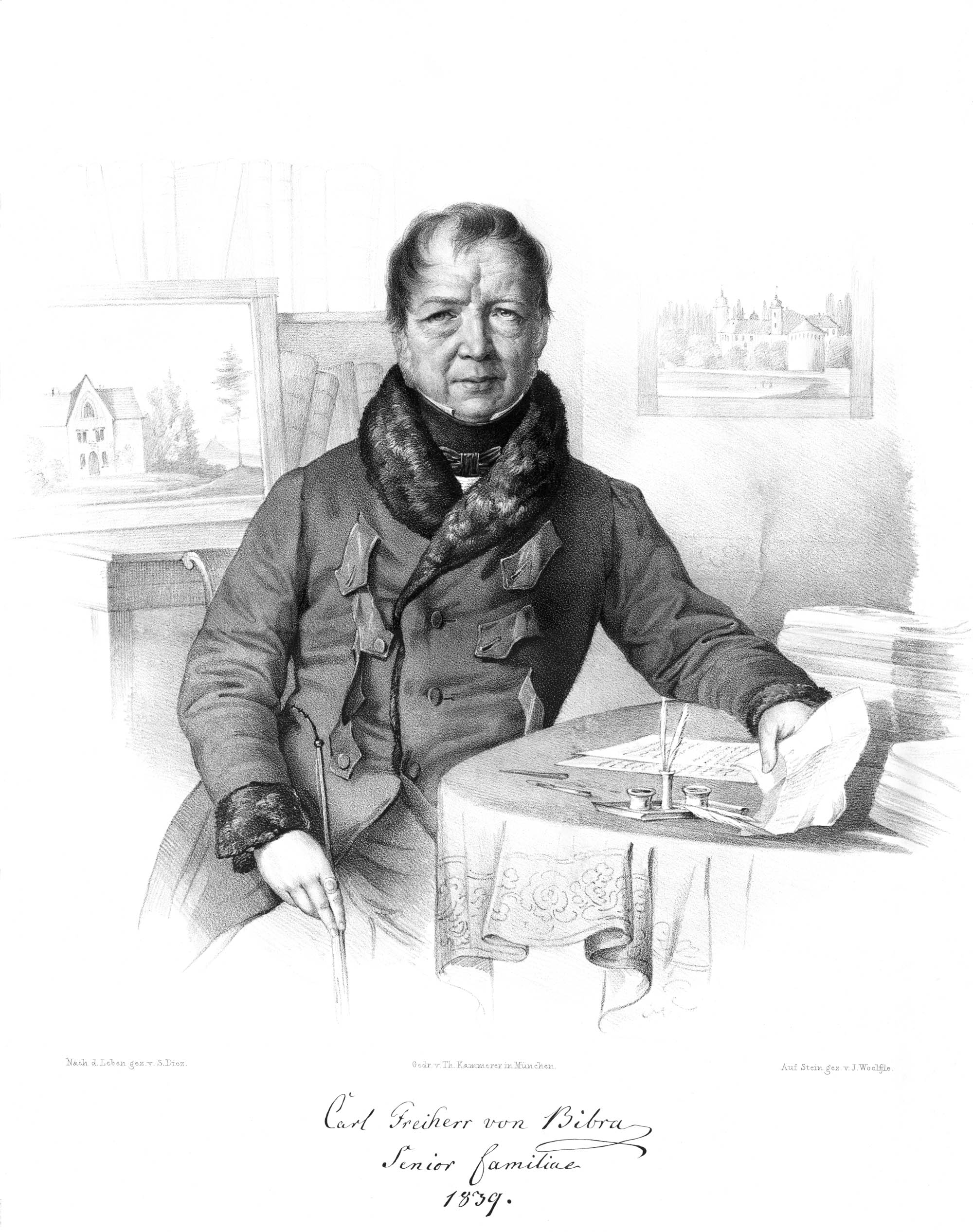
Carl Freiherr von Bibra, nach S. Diez auf Stein von J. Woelfjle, um 1839, Aroldshausen (bei Jüchsen) (links) Wasserschloss Irmelshausen (rechts)

Carl Friedrich Wilhelm Gottlob von Bibra; auch Ludwig Karl Gottlob von Bibra (* 13. Januar 1770 in Oberlind; † 26. Oktober 1842 in Meiningen) war ein deutscher Landwirt und Politiker.

## Leben

### Familie
Carl Friedrich Wilhelm Gottlob von Bibra war der älteste Sohn des Geheimrats und Oberjägermeisters Eugen Georg August von Bibra (* 22. April 1743; † 3. Mai 1802) und dessen Ehefrau Charlotte Wilhelmine Johannette Catherine (geb. von Künsberg) (* 29. März 1752; † 1819). Seine Geschwister waren:
- Amalie Sofie Louise von Bibra (* 24. November 1768; † 1826), verheiratet mit dem Kanzler Friedrich Wilhelm Ludwig von Beulwitz;
- Caroline Sofie von Bibra (* 10. März 1771; † 1824), verheiratet mit dem Geheimrat und Oberstallmeister Ferdinand Hartmann von Erffa;
- Christian Ernst Heinrich von Bibra (* 6. September 1772; † 4. November 1844), Landjägermeister und Wirklicher Geheimrat;
- Wilhelmine Eleonore Sofie von Bibra (* 2. Oktober 1773; † 1798), verheiratet mit dem Reisestallmeister Freiherr Carl August von Wechmar;
- August Wilhelm von Bibra (* 20. November 1775; † 17. Oktober 1844), Oberforstmeister.

Er war seit 1794 in erster Ehe mit Julie (* 22. März 1774; † 30. Juni 1797), Tochter des markgräflich ansbachischen Ministers Friedrich von Wechmar; gemeinsam hatten sie eine Tochter:
- Therese Augusta (* 30. Juni 1796; † 14. Februar 1855), verheiratet mit dem Generalmajor und Schlosshauptmann Bodo von Mauderode.

In 2. Ehe heiratete er 1799 Henriette Augusta (* 19. November 1780; † 21. September 1861), Tochter des Oberjägermeisters Bernhard von Holleben. Ihre Kinder waren:
- Julie Wilhelmine (* 10. Oktober 1801), verheiratet mit dem Kammerherrn und Oberforstmeister August von Holleben;
- Fanny Caroline (* 30. Januar 1803), Hofdame am fürstlichen Reuß'schen Hof in Schleiz;
- Hanns Ernst Albert (* 17. Sept. 1804), Kammerherr und Geheimer Regierungsrat; verheiratet in erster Ehe mit Friederike (* 4. Dezember 1819; † 24. Dezember 1842), Tochter des bayrischen Forstmeisters Graf Carl von Soden. In zweiter Ehe war er mit Bertha Johanna (* 26. Januar 1809), Tochter des Oberforstmeisters Freiherr August von Kaas verheiratet;
- Louise Eleonore (* 11. November 1806; † 14. August 1856), Pröpstin des Stifts Wasungen im Herzogtum Sachsen-Meiningen;
- Theodor Hartmann (* 12. Dezember 1808; † 12. Oktober 1849 in Saarlouis), Oberstleutnant im preußischen 35. Infanterie-Regiment, verheiratet mit Maria (* 14. Januar 1816), Tochter des preußischen Generals der Infanterie von Wilhelm von Müffling;
- Oskar Gustav Constantin (* 29. Oktober 1810; 15. Juli 1831 in Heidelberg), Student in Heidelberg;
- Amalie Caroline Christiane (* 30. August 1812; † 1869), Stiftsdame im Stift Waizenbach bei Hammelburg, verheiratet mit dem bayrischen Universitäts-Professor Dr. Carl Friedrich Anton Schmidt in Würzburg;
- Caroline Friederike (* 21. Juli 1814), seit 1845 Stiftsdame in Waizenbach;
- Adelheid (* 13. Juni 1816), Stiftsdame in Wasungen und im freiherrlichen von Hutten'schen Stift in Nürnberg;
- Bernhard (* 25. September 1819), Kammerjunker und Oberförster in Saalfeld, verheiratet mit Hedwig Tochter des Forstmeisters Heinrich von Schultes;
- Carl Ludwig Friedrich (* 2. September 1823), Hauptmann, verheiratet mit Louise Friederike Charlotte (* 23. Juni 1828), Tochter des Geheimen Legationsrats August von Beulwitz.

### Werdegang
Carl Friedrich Wilhelm Gottlob von Bibra war bereits 1788 Hofjunker bei Herzog Carl August von Sachsen-Weimar-Eisenach. Noch während seines Studiums wurde er von diesem zum Regierungs-Assessor ernannt, trat dann jedoch im Februar 1793 als Kammerjunker und Kammerrat in die Dienste des Herzogs Georg I. von Sachsen-Meiningen; dort erfolgte 1816 seine Ernennung zum Kammer-Präsidenten und 1829 zum Wirklichen Geheimen Rat.
Aufgrund der damaligen politischen Entwicklung fielen seine Güter damals an Bayern, kurz darauf an das neu errichtete Großherzogtum Würzburg, in Folge eines Gebietstausches gingen dann 1808 Aroldshausen, Walldorf und Breuberg an Sachsen-Meiningen, dagegen ging Irmelshausen wieder an Bayern.
Als Gutsbesitzer von Gut Irmelshausen, das zu Bayern gehörte, war er von 1819 bis zum 24. November 1827 für den Stimmkreis Untermainkreis sowohl im 1. wie auch im 2., 3. und 4. Landtag vertreten; im 4. Landtag vertrat er den Unterdonaukreis.
Als Nachfolger von Edwin Friedrich Zobel von Giebelstadt und Darstadt (1796–1864), der aufgrund seiner Berufung in die erste Kammer der Ständeversammlung des Großherzogtums Baden entlassen wurde, kam er am 7. April 1825 in die Kammer der Abgeordneten.
Am 24. November 1827 wurde er wegen seiner Funktion als Landtagsmarschall im Herzogtum Sachsen-Meiningen aus der Kammer entlassen. Sein Nachfolger war Wilhelm Ernst von Truchseß (1781–1842). Während seiner Tätigkeit im 1. Landtag war er Mitglied im III. Ausschuss für die innere Verwaltung und im 1. und 2. Landtag Mitglied im III. Ausschuss für die an die Kammer gelangenden Gegenstände der inneren Reichsverwaltung.
1836 ging er in Pension.
Er wurde später im Herzogtum Sachsen-Meiningen zum Geheimen Justizrat und zum Direktor des Konsistoriums berufen.